# Конгайтиев, Супай
Супа́й Конгайти́ев (кирг. Супай Конгайтиев; 1885 год, село Кара-Ой — 1979 год, село Кара-Ой, Ак-Талинский район, Нарынская область) — заведующий коневодческой фермой колхоза «Кара-Ой» Куланакского района Тянь-Шаньской области, Киргизская ССР. Герой Социалистического Труда (1948).

## Биография
Родился в 1885 году в крестьянской семье в селе Кара-Ой.
С 1936 года — заведующий коневодческой фермой колхоза имени 1 мая (позднее — колхоз «Кара-Ой») Куланакского района.
В 1947 году коллектив коневодческой фермы, которой руководил Супай Конгайтиев, вырастил 80 жеребят от 80 кобыл. Указом Президиума Верховного Совета СССР от 15 сентября 1948 года удостоен звания Героя Социалистического Труда с вручением ордена Ленина и золотой медали «Серп и Молот»
После выхода на пенсию проживал в родном селе, где скончался в 1979 году.
Память
В селе Баетово находится бюст Супая Конгайтиева.